# Mixacarus neotropicus
Mixacarus neotropicus är en kvalsterart som beskrevs av Balogh 1962. Mixacarus neotropicus ingår i släktet Mixacarus och familjen Lohmanniidae. Inga underarter finns listade i Catalogue of Life.